# ASK Riga
El A.S.K. Riga era el equipo de baloncesto más importante de la ciudad de Riga (Letonia) y, en los años 50 y 60, fue considerado el mejor tanto de la Liga de la desaparecida Unión Soviética como del continente europeo. Entre sus títulos se cuentan tres Copas de Europa, conquistadas de manera consecutiva en 1958, 1959 y 1960, hito que no sería igualado hasta 30 años después por la Jugoplastika Split yugoslava. Su mejor jugador de todos los tiempos es el pívot Jānis Krūmiņš, que fue el máximo anotador de las finales de 1959 y 1960.

## Sobre el club
La historia del club se remonta a 1929, cuando inmediatamente comenzó a representar a la Cámara de Oficiales. Hasta los años 50, ganó constantemente el campeonato de la RSS de Letonia, fue en ese momento que el equipo obtuvo el derecho de jugar en la Liga Superior de la URSS y en 1955 ganó el primer campeonato nacional.
En ese momento, el legendario entrenador Alexander Gomelsky estaba al mando del equipo, y fue el que logró los años más dorados del equipo. En 1957, 1958, el equipo logró dos campeonatos más de la URSS.
En 1957, comienza la primera Copa de Campeones de Europa, a la que asistieron campeones y algunos vicecampeones de países europeos. El equipo de Riga ganó los tres primeros certámenes de manera consecutiva, hecho que nunca ha sido superado, aunque sí igualado, por la Jugoplastika Split de Yugoslavia 30 años después. Y en 1961, en el cuarto torneo, perdieron en la final ante otro equipo soviético, el CSKA Moscú.
En 1966, Alexander Gomelsky dejó el Riga y se fue al CSKA Moscú, después de lo cual el club dejó de ganar tanto en el campeonato soviético como en el ámbito europeo, y luego cayó por completo en la segunda liga. En el último campeonato de la URSS en 1991, dejó de existir.
En 2005, sobre la base del club BC Riga, se revivió el club ASK Riga, el Club Deportivo del Ejército de Riga. Y en 2007, el equipo ganó el campeonato nacional LBL (Latvian Basketball League). Antes del comienzo de la temporada 2009/2010, el equipo se declaró en bancarrota, por lo que se retiró del campeonato.

## Nombre
En la época soviética, el equipo se llamaba "SKA" Riga (Army Sports Club), ahora el equipo se llama "ASK" Riga (Army Sports Club, letón. Armijas Sporta Klubs).

## Títulos
- Copa de Europa: 1958, 1959, 1960.

- Campeonato de baloncesto de la URSS: 1954-55, 1956-57, 1957-58.

- Campeonato de baloncesto de Letonia: 2007.